# Bettancourt-la-Longue
Bettancourt-la-Longue är en kommun i departementet Marne i regionen Grand Est (tidigare regionen Champagne-Ardenne) i nordöstra Frankrike. Kommunen ligger i kantonen Heiltz-le-Maurupt som tillhör arrondissementet Vitry-le-François. År 2022 hade Bettancourt-la-Longue 75 invånare.

## Befolkningsutveckling
Antalet invånare i kommunen Bettancourt-la-Longue
| Referens: INSEE |